# 福岡都市圏
福岡都市圏（ふくおかとしけん）は、福岡県福岡市を中心とする経済地域で、福岡市と周辺の衛星都市とをまとめて指す呼び名。域内総生産は10.5兆円とされる。
北九州都市圏とともに、三大都市圏に次ぐ4番目の規模を有する北九州・福岡大都市圏を構成している。

## 定義

### 国土交通省による定義

#### 絶対都市圏
5% 通勤通学圏を「絶対都市圏（直接通勤圏）」と定義する。絶対都市圏は他の都市圏や行政区分の影響を排除した数値であることから、最も実態を表した都市圏定義である。
- 2015年の国勢調査によると、都市雇用圏（10% 通勤圏）を構成する自治体に、以下の自治体を加える。

福岡地方
朝倉市、筑前町
筑後地方
久留米市、大刀洗町、大木町
筑豊地方
飯塚市、宮若市、嘉麻市、桂川町
北九州地方
岡垣町
佐賀県
鳥栖市、基山町
2025年4月1日現在の推計人口は3,423,073人。

#### 相対都市圏
- 絶対都市圏のうち、二つ以上の都市圏に含まれる市町村を、核都市への通勤通学者の多い方の都市圏のみに分類。
- 5% 通勤通学圏に達しない場合でも、通勤通学者数が500人以上でかつ他の都市圏の影響を受けない場合、当該都市圏とみなす。

以上の定義より、絶対都市圏の範囲から大木町、岡垣町を除外し、筑後市、唐津市を加える。

2025年4月1日現在の推計人口は3,551,090人。

## 行政区域としての福岡都市圏
行政が定めた広域行政圏の範囲を福岡都市圏と呼んでいるもの。その後都市圏の拡大の進行により、実質的な福岡都市圏とは異なる。

### 福岡都市広域圏
広域行政圏としての福岡都市圏。行政区分上、最も使われる福岡都市圏の定義で、以下の10市7町で構成されている。
- 福岡市
- 筑紫地域（筑紫野市、春日市、大野城市、太宰府市、那珂川市）
- 糟屋地域（古賀市、宇美町、篠栗町、志免町、須恵町、新宮町、久山町、粕屋町）
- 宗像地域（宗像市、福津市）
- 糸島地域（糸島市）

2025年4月1日現在の推計人口は2,657,243人。

### 福岡地方
福岡県を4つに分けた区分では、上記の「福岡都市広域圏」に甘木・朝倉広域圏の構成自治体（朝倉市、筑前町、東峰村）を加えて「福岡地方」と呼ぶ。

## 民間の定義

### 都市雇用圏（10% 通勤圏）
金本良嗣・徳岡一幸によって提案された都市圏。細かい定義等は都市雇用圏に則する。2015年国勢調査に基づく福岡市の都市雇用圏（10% 通勤圏 - 相対都市圏）は以下の11市7町で人口は約257万人。2025年4月1日現在の推計人口は2,716,576人。
- 福岡市 - 1,660,254人
- 筑紫地域（筑紫野市、春日市、大野城市、太宰府市、那珂川市） - 439,454人
- 筑後地域（小郡市） - 59,333人
- 糟屋地域（古賀市、宇美町、篠栗町、志免町、須恵町、新宮町、久山町、粕屋町） - 291,524人
- 宗像地域（宗像市、福津市） - 165,712人
- 糸島地域（糸島市） - 100,299人

#### 通勤率
2015年国勢調査による、各自治体の福岡市への通勤率。自治体名は2015年国勢調査時点のもの。
| 順位 | 市町村   | 通勤率 |
| ---- | -------- | ------ |
| 1    | 粕屋町   | 45.4%  |
| 2    | 春日市   | 42.8%  |
| 3    | 新宮町   | 42.2%  |
| 4    | 那珂川町 | 41.5%  |
| 5    | 志免町   | 40.8%  |
| 6    | 糸島市   | 40.4%  |
| 7    | 大野城市 | 39.5%  |
| 8    | 篠栗町   | 34.6%  |
| 9    | 久山町   | 32.7%  |
| 10   | 太宰府市 | 31.8%  |
| 11   | 須恵町   | 29.7%  |
| 12   | 宇美町   | 28.9%  |
| 13   | 筑紫野市 | 28.0%  |
| 14   | 古賀市   | 26.9%  |
| 15   | 福津市   | 23.4%  |
| 16   | 小郡市   | 17.5%  |
| 17   | 宗像市   | 16.3%  |
| 18   | 基山町   | 15.6%  |
| 19   | 筑前町   | 10.3%  |

- 筑前町（10.3%）と佐賀県基山町 (15.6%) が10%を超えているが、前者は朝倉都市圏（朝倉市への通勤率15.2%）、後者は鳥栖都市圏（鳥栖市への通勤率21.8%）と重複している。

#### 都市雇用圏（10% 通勤圏）の変遷
- 10% 通勤圏に入っていない自治体は、各統計年の欄で灰色かつ「-」で示す。
- 中原町は鳥栖市の郊外。それ以外の○印のない自治体は福岡市の1次郊外。

| 県     | 自治体 ('80) | 1980年                  | 1990年                  | 1995年                  | 2000年                  | 2005年                  | 2010年                  | 2015年                  | 自治体 （現在） |
| ------ | ------------ | ----------------------- | ----------------------- | ----------------------- | ----------------------- | ----------------------- | ----------------------- | ----------------------- | --------------- |
| 福岡県 | 大島村       | -                       | -                       | -                       | -                       | 福岡 都市圏 240万9904人 | 福岡 都市圏 249万5552人 | 福岡 都市圏 256万5501人 | 宗像市          |
| 福岡県 | 宗像町       | 北九州 都市圏           | 福岡 都市圏 212万9424人 | 福岡 都市圏 220万8245人 | 福岡 都市圏 232万9021人 | 福岡 都市圏 240万9904人 | 福岡 都市圏 249万5552人 | 福岡 都市圏 256万5501人 | 宗像市          |
| 福岡県 | 玄海町       | -                       | 福岡 都市圏 212万9424人 | 福岡 都市圏 220万8245人 | 福岡 都市圏 232万9021人 | 福岡 都市圏 240万9904人 | 福岡 都市圏 249万5552人 | 福岡 都市圏 256万5501人 | 宗像市          |
| 福岡県 | 福間町       | 福岡 都市圏 177万3129人 | 福岡 都市圏 212万9424人 | 福岡 都市圏 220万8245人 | 福岡 都市圏 232万9021人 | 福岡 都市圏 240万9904人 | 福岡 都市圏 249万5552人 | 福岡 都市圏 256万5501人 | 福津市          |
| 福岡県 | 津屋崎町     | 福岡 都市圏 177万3129人 | 福岡 都市圏 212万9424人 | 福岡 都市圏 220万8245人 | 福岡 都市圏 232万9021人 | 福岡 都市圏 240万9904人 | 福岡 都市圏 249万5552人 | 福岡 都市圏 256万5501人 | 福津市          |
| 福岡県 | 古賀町       | 福岡 都市圏 177万3129人 | 福岡 都市圏 212万9424人 | 福岡 都市圏 220万8245人 | 福岡 都市圏 232万9021人 | 福岡 都市圏 240万9904人 | 福岡 都市圏 249万5552人 | 福岡 都市圏 256万5501人 | 古賀市          |
| 福岡県 | 新宮町       | 福岡 都市圏 177万3129人 | 福岡 都市圏 212万9424人 | 福岡 都市圏 220万8245人 | 福岡 都市圏 232万9021人 | 福岡 都市圏 240万9904人 | 福岡 都市圏 249万5552人 | 福岡 都市圏 256万5501人 | 新宮町          |
| 福岡県 | 久山町       | 福岡 都市圏 177万3129人 | 福岡 都市圏 212万9424人 | 福岡 都市圏 220万8245人 | 福岡 都市圏 232万9021人 | 福岡 都市圏 240万9904人 | 福岡 都市圏 249万5552人 | 福岡 都市圏 256万5501人 | 久山町          |
| 福岡県 | 篠栗町       | 福岡 都市圏 177万3129人 | 福岡 都市圏 212万9424人 | 福岡 都市圏 220万8245人 | 福岡 都市圏 232万9021人 | 福岡 都市圏 240万9904人 | 福岡 都市圏 249万5552人 | 福岡 都市圏 256万5501人 | 篠栗町          |
| 福岡県 | 須恵町       | 福岡 都市圏 177万3129人 | 福岡 都市圏 212万9424人 | 福岡 都市圏 220万8245人 | 福岡 都市圏 232万9021人 | 福岡 都市圏 240万9904人 | 福岡 都市圏 249万5552人 | 福岡 都市圏 256万5501人 | 須恵町          |
| 福岡県 | 宇美町       | 福岡 都市圏 177万3129人 | 福岡 都市圏 212万9424人 | 福岡 都市圏 220万8245人 | 福岡 都市圏 232万9021人 | 福岡 都市圏 240万9904人 | 福岡 都市圏 249万5552人 | 福岡 都市圏 256万5501人 | 宇美町          |
| 福岡県 | 粕屋町       | 福岡 都市圏 177万3129人 | 福岡 都市圏 212万9424人 | 福岡 都市圏 220万8245人 | 福岡 都市圏 232万9021人 | 福岡 都市圏 240万9904人 | 福岡 都市圏 249万5552人 | 福岡 都市圏 256万5501人 | 粕屋町          |
| 福岡県 | 志免町       | 福岡 都市圏 177万3129人 | 福岡 都市圏 212万9424人 | 福岡 都市圏 220万8245人 | 福岡 都市圏 232万9021人 | 福岡 都市圏 240万9904人 | 福岡 都市圏 249万5552人 | 福岡 都市圏 256万5501人 | 志免町          |
| 福岡県 | 福岡市       | 福岡 都市圏 177万3129人 | 福岡 都市圏 212万9424人 | 福岡 都市圏 220万8245人 | 福岡 都市圏 232万9021人 | 福岡 都市圏 240万9904人 | 福岡 都市圏 249万5552人 | 福岡 都市圏 256万5501人 | 福岡市          |
| 福岡県 | 前原町       | 福岡 都市圏 177万3129人 | 福岡 都市圏 212万9424人 | 福岡 都市圏 220万8245人 | 福岡 都市圏 232万9021人 | 福岡 都市圏 240万9904人 | 福岡 都市圏 249万5552人 | 福岡 都市圏 256万5501人 | 糸島市          |
| 福岡県 | 二丈町       | 福岡 都市圏 177万3129人 | 福岡 都市圏 212万9424人 | 福岡 都市圏 220万8245人 | 福岡 都市圏 232万9021人 | 福岡 都市圏 240万9904人 | 福岡 都市圏 249万5552人 | 福岡 都市圏 256万5501人 | 糸島市          |
| 福岡県 | 志摩町       | 福岡 都市圏 177万3129人 | 福岡 都市圏 212万9424人 | 福岡 都市圏 220万8245人 | 福岡 都市圏 232万9021人 | 福岡 都市圏 240万9904人 | 福岡 都市圏 249万5552人 | 福岡 都市圏 256万5501人 | 糸島市          |
| 福岡県 | 大野城市     | 福岡 都市圏 177万3129人 | 福岡 都市圏 212万9424人 | 福岡 都市圏 220万8245人 | 福岡 都市圏 232万9021人 | 福岡 都市圏 240万9904人 | 福岡 都市圏 249万5552人 | 福岡 都市圏 256万5501人 | 大野城市        |
| 福岡県 | 春日市       | 福岡 都市圏 177万3129人 | 福岡 都市圏 212万9424人 | 福岡 都市圏 220万8245人 | 福岡 都市圏 232万9021人 | 福岡 都市圏 240万9904人 | 福岡 都市圏 249万5552人 | 福岡 都市圏 256万5501人 | 春日市          |
| 福岡県 | 太宰府町     | 福岡 都市圏 177万3129人 | 福岡 都市圏 212万9424人 | 福岡 都市圏 220万8245人 | 福岡 都市圏 232万9021人 | 福岡 都市圏 240万9904人 | 福岡 都市圏 249万5552人 | 福岡 都市圏 256万5501人 | 太宰府市        |
| 福岡県 | 筑紫野市     | 福岡 都市圏 177万3129人 | 福岡 都市圏 212万9424人 | 福岡 都市圏 220万8245人 | 福岡 都市圏 232万9021人 | 福岡 都市圏 240万9904人 | 福岡 都市圏 249万5552人 | 福岡 都市圏 256万5501人 | 筑紫野市        |
| 福岡県 | 那珂川町     | 福岡 都市圏 177万3129人 | 福岡 都市圏 212万9424人 | 福岡 都市圏 220万8245人 | 福岡 都市圏 232万9021人 | 福岡 都市圏 240万9904人 | 福岡 都市圏 249万5552人 | 福岡 都市圏 256万5501人 | 那珂川市        |
| 福岡県 | 小郡市       | 福岡 都市圏 177万3129人 | 福岡 都市圏 212万9424人 | 福岡 都市圏 220万8245人 | 福岡 都市圏 232万9021人 | 福岡 都市圏 240万9904人 | 福岡 都市圏 249万5552人 | 福岡 都市圏 256万5501人 | 小郡市          |
| 福岡県 | 三輪町       | 福岡 都市圏 177万3129人 | 福岡 都市圏 212万9424人 | 福岡 都市圏 220万8245人 | 福岡 都市圏 232万9021人 | 福岡 都市圏 240万9904人 | 福岡 都市圏 249万5552人 | 朝倉 都市圏             | 筑前町          |
| 福岡県 | 夜須町       | 福岡 都市圏 177万3129人 | 福岡 都市圏 212万9424人 | 福岡 都市圏 220万8245人 | 福岡 都市圏 232万9021人 | 福岡 都市圏 240万9904人 | 福岡 都市圏 249万5552人 | 朝倉 都市圏             | 筑前町          |
| 佐賀県 | ○基山町      | 福岡 都市圏 177万3129人 | 福岡 都市圏 212万9424人 | 福岡 都市圏 220万8245人 | 福岡 都市圏 232万9021人 | 鳥栖 都市圏             | 鳥栖 都市圏             | 鳥栖 都市圏             | 基山町          |
| 佐賀県 | ○鳥栖市      | 福岡 都市圏 177万3129人 | 福岡 都市圏 212万9424人 | 鳥栖 都市圏             | 鳥栖 都市圏             | 鳥栖 都市圏             | 鳥栖 都市圏             | 鳥栖 都市圏             | 鳥栖市          |
| 佐賀県 | ○中原町      | 福岡 都市圏 177万3129人 | 福岡 都市圏 212万9424人 | 鳥栖 都市圏             | 鳥栖 都市圏             | 鳥栖 都市圏             | 鳥栖 都市圏             | 鳥栖 都市圏             | みやき町        |
| 佐賀県 | 北茂安町     | 久留米 都市圏           | 久留米 都市圏           | 久留米 都市圏           | 久留米 都市圏           | 鳥栖 都市圏             | 鳥栖 都市圏             | 鳥栖 都市圏             | みやき町        |
| 佐賀県 | 三根町       | 久留米 都市圏           | 久留米 都市圏           | 久留米 都市圏           | 久留米 都市圏           | 鳥栖 都市圏             | 鳥栖 都市圏             | 鳥栖 都市圏             | みやき町        |

- 1981年4月1日：宗像町が宗像市として市制を施行した。
- 1982年4月1日：太宰府町が太宰府市として市制を施行した。
- 1992年10月1日：前原町が前原市として市制を施行した。
- 1997年10月1日：古賀町が古賀市として市制を施行した。
- 2003年4月1日：（旧）宗像市と玄海町が新設合併し、（新）宗像市となった。
- 2005年1月24日：福間町と津屋崎町の2町が新設合併し、福津市となった。
- 2005年3月1日：中原町、北茂安町、三根町の3町が新設合併し、みやき町となった。
- 2005年3月22日：三輪町と夜須町の2町が新設合併し、筑前町となった。
- 2005年3月28日：宗像市が大島村を編入合併した。
- 2010年1月1日：前原市、二丈町、志摩町の1市2町が新設合併し、糸島市となった。
- 2018年10月1日：那珂川町が那珂川市として市制を施行した。

## 他都市の都市圏
- 三大都市圏
  - 東京圏（首都圏）
  - 大阪圏（近畿圏）
  - 名古屋圏（中京圏）
- 北九州都市圏
- 久留米都市圏
- 飯塚都市圏
- 田川都市圏
- 朝倉都市圏
- 鳥栖都市圏